# Sanski Most
Sanski Most è un comune della Federazione di Bosnia ed Erzegovina situato nel Cantone dell'Una-Sana con 47.359 abitanti al censimento 2013.
In seguito agli Accordi di Dayton parte del territorio divenne parte della Repubblica Serba di Bosnia ed Erzegovina, costituendo il comune di Oštra Luka.
È chiamata la "città dei nove fiumi" (grad na devet rijeka in bosniaco) poiché è attraversata dal fiume Sana e dai suoi affluenti Sanica, Dabar, Bliha, Japra, Zdena, Majdanska Rijeka, Sasinka e Kozica.

## Storia
Durante la Guerra di Bosnia le forze serbo-bosniache occuparono il comune ottenendone il controllo tra il 1992 e il 1995. In questo periodo la popolazione di etnia non-serba fu espulsa. Nell'Ottobre 1995 fu occupata dalle forze bosniache.

## Società

### Evoluzione demografica
Nei censimenti precedenti la composizione etnica degli abitanti era la seguente:
| Anno | Serbi  | %      | Bosgnacchi | %      | Croati | %      | Iugoslavi | %     | Altro | %     | Totale |
| ---- | ------ | ------ | ---------- | ------ | ------ | ------ | --------- | ----- | ----- | ----- | ------ |
| 1961 | 19,156 | 48.52% | 12,350     | 31.28% | 4,844  | 12.27% | 3,014     | 7.63% |       | %     | 39,483 |
| 1971 | 30,422 | 48,98% | 24,839     | 39,99% | 6,307  | 10,15% | 195       | 0,31% | 339   | 0,57% | 62,102 |
| 1981 | 26,619 | 42.61% | 27,083     | 43.36% | 5,314  | 8.51%  | 2,936     | 4.70% |       | %     | 62,467 |
| 1991 | 25,363 | 42.05% | 28,136     | 46.65% | 4,322  | 7.16%  | 1,247     | 2.06% | 1,239 | 2.08% | 60,307 |
| 2013 | 7,811  | 15.49% | 41,739     | 82.78% | 817    | 1.62%  | n/a       | n/a   | 54    | 0.10% | 50,421 |